# Hermann von Le Suire

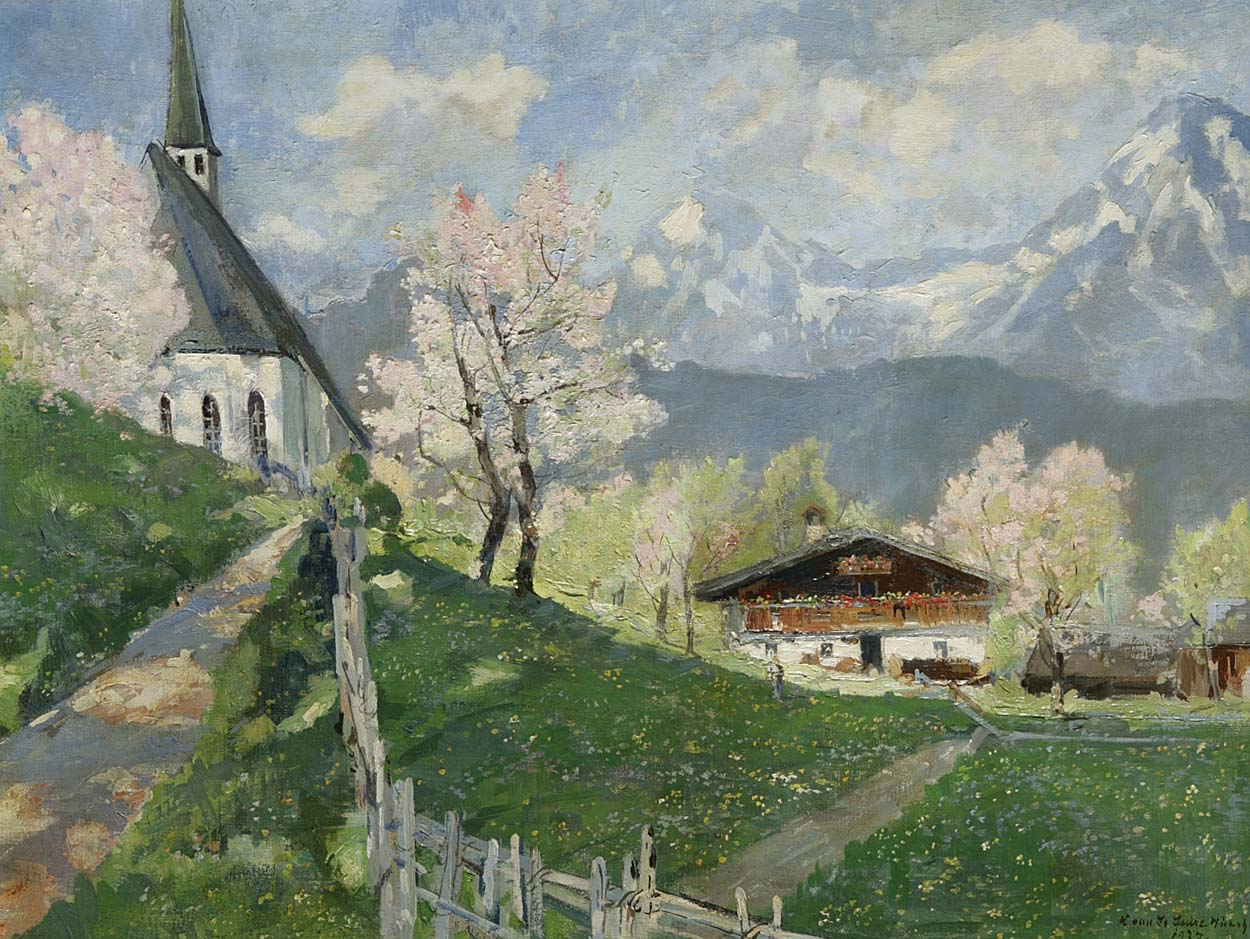
Sommer-Gebirgslandschaft

Hermann Günther Adolf von Le Suire (* 7. Oktober 1861 in Ansbach; † 6. Juni 1933 in Unterwössen) war ein deutscher Landschaftsmaler und Grundbesitzer.

## Leben
Hermann entstammte einem bayerischen Adelsgeschlecht französischer Abstammung. Er war ein Sohn des bayerischen Majors Maximilian von Le Suire (1825–1875) und dessen Ehefrau Karolina, geborene Winkler (1834–1884). Sein Großvater war der bayerische Generalleutnant und Kriegsminister Wilhelm von Le Suire.
Le Suire studierte ab dem 21. Oktober 1880 an der Königlichen Akademie der Künste in München bei August Fink, Ferdinand Feldhütter und Otto Strützel. Während seines Studiums wurde er 1880 Mitglied der Studentenverbindung Alania (später aufgegangen in der Burschenschaft Cimbria München).
Er wurde Mitglied des Reichsverbandes bildender Künstler Deutschlands, der Allgemeinen Deutschen Kunstgenossenschaft und der Münchener Luitpold-Gruppe. Zu seinen Freunden gehörte der um 16 Jahre ältere Maler Joseph Wenglein.
Hermann von Le Suire kam 1890 nach Unterwössen und bezog dort eine Villa mit Atelier. Er malte Landschaftsbilder mit der Darstellung des Wössener Talkessels und des Chiemsees.  
In Unterwössen traf er Richard Strauss, der seine Ferien im benachbarten Marquartstein in einer Sommervilla verbrachte, und den dort ansässigen Maler Anton Müller-Wischin.  
Ab 1889 stellte er seine Werke im Münchner Glaspalast sowie auf Ausstellungen in Berlin, Bremen und Wien aus. 
Le Suire verheiratete sich in Euerdorf mit Dorothea Neff (* 1869). Aus der Ehe gingen die Söhne Wilhelm (* 1897) und Karl (1898–1954) hervor.